# Colin Moore
Colin Moore (ur. 29 stycznia 1962) – gujański bokser, uczestnik letnich igrzysk olimpijskich w Seulu (1988).

## Kariera bokserska
W sierpniu 1987 roku był uczestnikiem igrzysk panamerykańskich, które rozgrywane były w Indianapolis. Moore w swojej ćwierćfinałowej walce w kategorii papierowej, przegrał na punkty (0:5) z reprezentantem Stanów Zjednoczonych Michaelem Carbajalem. Moore zakwalifikował się na letnie igrzyska olimpijskie w Seulu, na których rywalizował w kategorii papierowej. W walce 1/16 finału jego rywalem był Węgier Róbert Isaszegi, który zwyciężył wyraźnie na punkty (5:0).